# کرافتون (مریلند)
کرافتون (به انگلیسی: Crofton) شهری در ایالت مریلند کشور ایالات متحده آمریکا است که جمعیت آن در سرشماری سال ۲۰۱۰ میلادی، ۲۷٬۳۴۸ نفر بوده‌است.